# Wolfgang Böhni
Wolfgang Böhni (* 6. März 1948 in Oos) ist ein ehemaliger deutscher Fußballspieler, der von 1966 bis 1984 als Aktiver in der Fußball-Regionalliga Süd, 2. Fußball-Bundesliga und Fußball-Bundesliga 507 Spiele im Angriff und Mittelfeld absolviert und dabei 85 Tore erzielt hat.

## Laufbahn

### Jugend und Regionalliga Süd, bis 1974
Aus der Jugendabteilung seines Heimatvereines FV Baden-Oos wechselte Wolfgang Böhni nach Überzeugungsarbeit des ehemaligen Karlsruher Oberligaspielers Werner Roth 1965 in die A-Jugend des Bundesligisten Karlsruher SC. 1966 erhielt er einen mit 400 Mark im Monat dotierten Profivertrag im Wildpark. Der 1,69 m große Stürmer und Mittelfeldspieler spielte überwiegend in der Reserverunde und versuchte sich am Können der Mitspieler Arthur Dobat, Eugen Ehmann, Lars Granström, David Scheu, Lutz Streitenbürger und Friedhelm Strzelczyk zu orientieren. In seiner ersten Runde in der Bundesliga, 1966/67, kam er am 21. Dezember 1966 beim 1:0 gewonnenen Auswärtsspiel gegen den MSV Duisburg überraschend – Dragoslav Šekularac fiel kurz vor dem Spiel durch eine Zerrung aus – als Linksaußen in der Wedau zum Einsatz. Dabei lernte er in den Duellen gegen Verteidiger Hartmut Heidemann die gehobene Klasse des damaligen Abwehrspiels der Bundesliga kennen. Durch die Konkurrenz der Neuzugänge Christian Müller, Dragoslav Šekularac, Friedhelm Strzelczyk und Jürgen Weidlandt kam der aus der A-Jugend gekommene Nachwuchsspieler zu keinem weiteren Einsatz in der Bundesliga. Da der französische KSC-Trainer Paul Frantz zur Runde 1967/68 mit Gérard Hausser einen Nationalspieler am linken Flügel der Badener stürmen ließ und der KSC vergeblich gegen den Abstieg kämpfte, blieb es für Böhni bei einem Bundesligaeinsatz. Er folgte zur Runde 1968/69 dem Ruf seines „Entdeckers“ Werner Roth, der als Trainer bei Schwaben Augsburg in der Regionalliga Süd angetreten war.
Böhni, ein laufstarker Spieler für die linke Spielfeldseite, absolvierte für den TSV Schwaben an der Seite von Kurt Haseneder und Georg Lechner 31 Spiele und erzielte dabei neun Tore. Höhepunkt für den ehemaligen KSC-Jugendspieler war sein Siegtreffer am 4. Mai 1969 zum 2:1-Heimerfolg gegen den Ex-Bundesligisten Karlsruher SC. Augsburg stieg jedoch am Rundenende aus der Regionalliga ab, so dass Böhni zur Runde 1969/70 beim SSV Reutlingen einen neuen Vertrag unterschrieb.
In der Achalmstadt gehörte Böhni in den drei Spielzeiten 1969/70 bis 1971/72 mit 104 absolvierten Spielen und 24 erzielten Treffern durchgehend dem engen Kreis der Stammbesetzung der Elf vom Stadion an der Kreuzeiche an. War in seiner ersten Saison in Reutlingen noch Werner Roth als Trainer tätig, erlebte er 1970/71 mit Pál Csernai und 1971/72 mit Willibald Hahn noch zwei weitere Übungsleiter. Im Spielerkreis traf er im ersten Jahr auf den Ex-KSC-Spieler Peter Zacher und die alten SSV-Routiniers Rolf Schafstall und Günther Kasperski. Im zweiten Reutlingen-Jahr, 1970/71, war er mit neun Treffern zweitbester Schütze hinter Franz Wolny, der mit 14 Toren die SSV-Torschützenliste anführte. Die Runde mit dem späteren Bayern-Meistertrainer Csernai war aber geprägt durch den Kampf gegen den Abstieg, welcher knapp mit einem Punkt Vorsprung vor dem VfR Mannheim gewonnen werden konnte. In seiner dritten Saison in Reutlingen, 1971/72, absolvierte Böhni 34 Spiele und erzielte elf Tore und war damit Torschützenkönig des SSV, der mit Trainer Hahn den zehnten Platz belegen konnte. 1972 wollte der gelernte Heizungsmonteur eigentlich zurück nach Baden-Baden, da er seine Meisterprüfung abgeschlossen hatte und zudem noch den Stellungsbefehl nach Achern erhalten hatte. Da er aber von der SpVgg Bayreuth ein finanziell lukratives Vertragsangebot erhielt und die Oberfranken auch das Problem des Wehrdienstes mit der Bundeswehr zufrieden stellend klären konnten, wechselte er 1972 nach Bayreuth.
Im Städtischen Stadion am Ellrodtweg kam Böhni in den letzten zwei Spielzeiten der alten zweitklassigen Regionalliga Süd, 1972 bis 1974, unter Trainer Jenő Vincze mit den Gelb-Schwarzen auf die Plätze vier und fünf. Mit 65 Verbandsspielen und dreizehn Toren gehörte er auch in Bayreuth der Stammelf an der Seite von Manfred Größler, Klaus Brand, Bruno Dvorak, Siegfried Grimm, Herbert Horn, Wolfgang Mahr und Ewald Schäffner an. Ohne seine privaten und beruflichen Verpflichtungen in Baden wäre Böhni gerne weiter in Bayreuth geblieben, zog aber mit Beginn der Einführung der 2. Fußball-Bundesliga, 1974/75, nach Mannheim und schloss beim SV Waldhof dann noch zehn weitere Jahre aktiver Spielertätigkeit an. Insgesamt hat Böhni von 1968 bis 1974 in der Fußball-Regionalliga Süd 200 Spiele absolviert und dabei 46 Tore erzielt.

### SV Waldhof Mannheim, 1974 bis 1984
Unter Trainer Philipp Rohr bestritt Böhni in der Debütrunde der 2. Fußball-Bundesliga, 1974/75, als einziger Waldhofakteur alle 38 Rundenspiele und belegte mit seinen Mannschaftskameraden Walter Pradt, Günter Sebert, Bernd Bartels, Karl-Heinz Mießmer, Peter Schneider und Heinrich Schnitzer den achten Rang. Neben wechselnden Trainern – Anton Rudinski, Slobodan Cendic, Georg Gawliczek – wuchsen an der Seite des jetzt von der defensiven Mittelfeldrolle in die Position des Spielmachers gerückten Böhni in den Waldhofjahren die Talente Paul Steiner, Werner Heck, Werner Nickel, Roland Dickgießer, Hans Hein, Karl-Heinz Bührer, Dieter Schlindwein, Uwe Zimmermann, Oskar Bauer, Alfred Schön und Karl-Heinz Emig zu Hoffnungsträgern heran. Als vom FV 09 Weinheim zur Runde 1981/82 auch noch der antrittsschnelle Torjäger Fritz Walter zu den von Klaus Schlappner trainierten Blau-Schwarzen hinzukam, belegte Waldhof in der erstmals eingleisigen 2. Bundesliga den sechsten Tabellenrang, und hatte berechtigte Hoffnung, diesen Platz in den nächsten Runden noch zu verbessern. Böhni, der 34-jährige Routinier, hatte dabei in 35 Spielen fünf Tore beigesteuert. Als Waldhof in der Runde 1982/83 der Titelgewinn mit zwei Punkten Vorsprung vor Kickers Offenbach gelang und damit der Aufstieg in die Fußball-Bundesliga glückte, hatte Böhni erstmals verletzungsbedingt größere Spielpausen einlegen müssen und war insgesamt nur noch zu 15 Einsätzen mit einem Tor gekommen. Von 1974 bis 1983 hatte er in der 2. Bundesliga 298 Spiele absolviert und dabei 38 Tore erzielt.
Waldhof debütierte am 13. August 1983 mit einem 2:0-Heimerfolg gegen Werder Bremen in der Fußball-Bundesliga. Wolfgang Böhni – am 6. März 1983 hatte er seinen 35. Geburtstag gefeiert – absolvierte nach einer sechzehneinhalbjährigen Unterbrechung am 23. August 1983 sein zweites Spiel in der Fußball-Bundesliga und hält damit den Rekord für die längste Pause zwischen zwei Bundesligaspielen. Böhni holte mit der Waldhof-Mannschaft durch ein 0:0-Remis einen Punkt beim VfB Stuttgart. Trainer Schlappner setzte jetzt aber im Mittelfeld deutlich auf Hans Hein, Ulf Quaisser, Rainer Scholz und Alfred Schön und Böhni kam somit in der Bundesligarunde 1983/84 nur noch zu insgesamt acht Einsätzen mit einem Treffer. Im Sommer 1984 beendete der Goldnadelträger des SV Waldhof seine aktive Spielerlaufbahn.

## Nach der Laufbahn
Böhni lebt und arbeitet heute (2020) als selbständiger Heizungsinstallateur in Baden-Baden und betätigt sich seit Jahren beim FV Baden-Oos in verschiedenen Aufgaben als Vereinsfunktionär.